# Napaeus palmaensis
Napaeus palmaensis es un gastrópodo de la familia de los enidae (moluscos). El nombre científico de la especie es el publicado en 1872 por Mousson.

## Distribución geográfica
Esta especie es endémica de la isla de La Palma. Es frecuente en los bosques centrales y superiores de la propia isla de La Palma. Fue descubierto por Thomas Vernon Wollaston y por Richard Thomas Lowe en la cumbre de la isla, en la zona de Buenavista, Barranco de arriba de Santa Cruz de La Palma, Barranco del Agua, Barranco de la Galga y en la zona alta de Barlovento. Esta especie no fue encontrada posteriormente por otros investigadores, dándose en 2011 como especie probablemente extinguida.